# 烏日霍羅德同盟
乌日霍罗德同盟（英語：Union of Uzhhorod）是指1646年匈牙利王国境内鲁塞尼亚正教会依照类似于1596年《布热斯科教会联合》的条款加入罗马天主教会後產生的聯盟，此後演化成鲁塞尼亚礼天主教会。该同盟签署于当时属匈牙利王国的乌日霍罗德（今位于乌克兰境内）。1949年，苏联当局废除了此同盟，将当地教会归于莫斯科及全俄罗斯牧首管辖之下，1980年代随着苏联控制的减弱，同盟再次恢复。